# Hal Bennett
Hal Bennett   (Buckingham, 1936 - 2004) George Harold "Hal" Bennett va ser un autor conegut per la seva diversitat de llibres. La seva novel·la de 1970 El senyor de les tenebres va ser descrita com "un atac satíric i gairebé escatològic al mite fàl·lic" i va ser reimpresa el 1997. Va ser l'escriptor més prometedor de l'any segons la revista Playboy. També va escriure sota els pseudònims Harriet Janeway i John D. Revere (la sèrie "Assassin"). Els seus llibres de vegades es comparen amb Mark Twain per l'estil satíric, però contenen un to sexual molt més fort.

## Premis
- 1973: Premi William Faulkner